# Dim sum

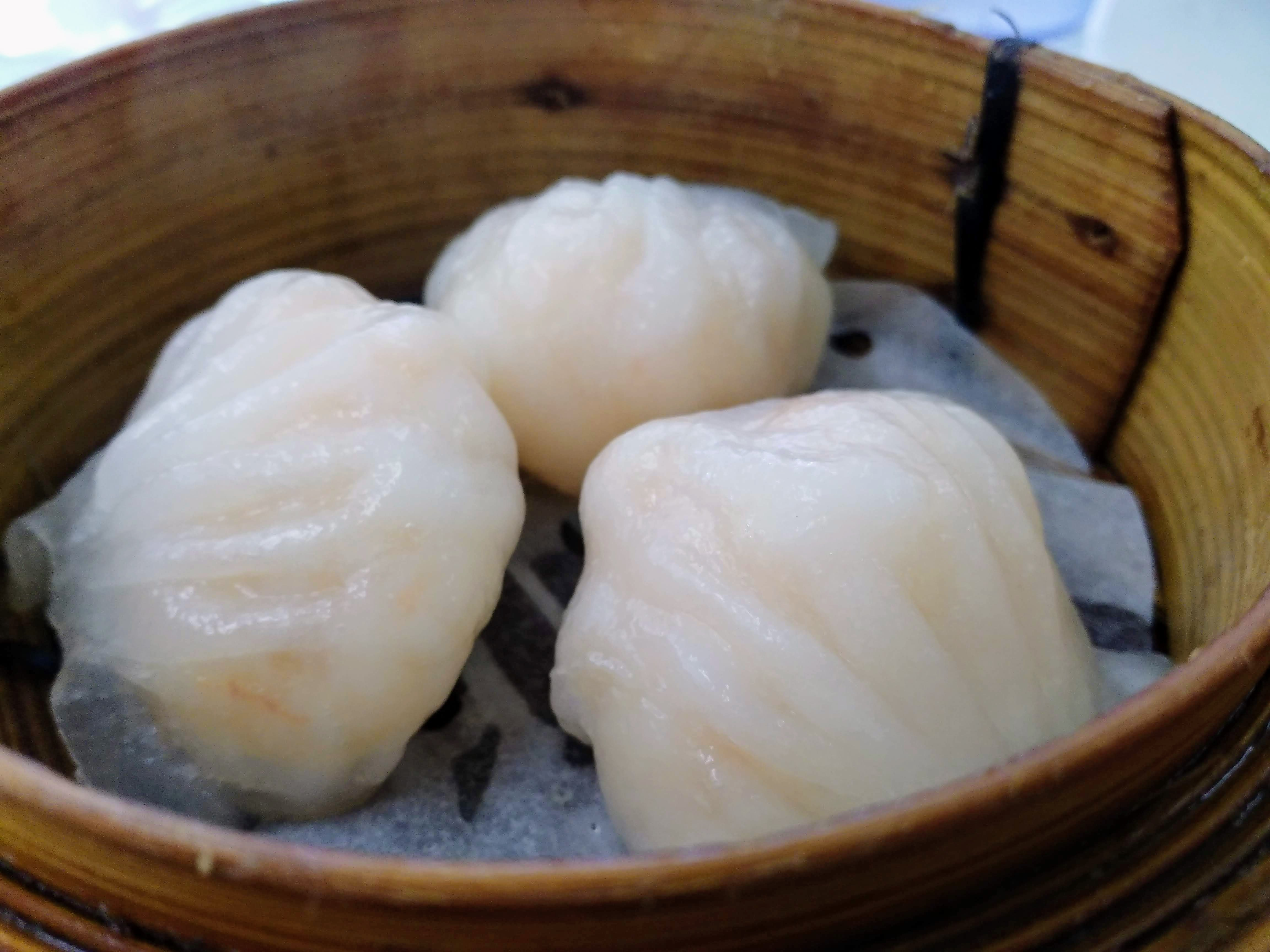
Trzy dim sum w koszyczku do gotowania na parze

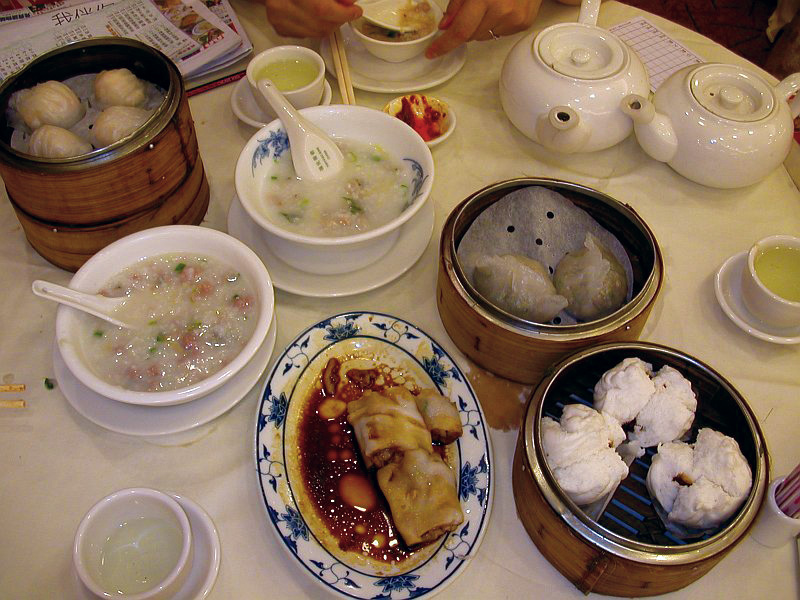
Dim sum podane na śniadanie w Hongkongu

Dim sum (chiń. upr. 点心; chiń. trad. 點心; pinyin diǎn xin; jyutping dim2 sam1) – ogólne określenie różnorodnych lekkich przekąsek spożywanych zwłaszcza w południowych Chinach tradycyjnie do herbaty. Podawane są często przed południem w lokalach specjalizujących się w tego typu przekąskach. 